# Leucocosmia
Leucocosmia là một chi bướm đêm thuộc họ Noctuidae.